# Chick Fit
"Chick Fit"  é o segundo single do terceiro álbum de estúdio do girl group britânico-canadense All Saints, Studio 1. Foi em 26 de fevereiro de 2007. O lançamento foi originalmente planejado para incluir um físico de duas partes, mas que foi cancelado devido às vendas baixas do álbum Studio 1 e uma briga entre as All Saints e sua gravadora Parlophone. "Chick Fit" foi lançado como um single digital somente. A canção foi co-escrita pela integrante do grupo Shaznay Lewis em colaboração com o produtor da canção, Rick Nowels. Tem em seu arranjo influências de dance-pop, electropop, ska e hip hop. A canção é influenciada liricamente por sentimentos com temática feminista.
"Chick Fit" obteve uma resposta principalmente positiva dos críticos de música contemporânea. Apesar da falta de um lançamento físico, "Chick Fit" alcançou sucesso na parada da Eslováquia, onde atingiu o pico no número 26.
"Chick Fit" foi acompanhado por um vídeo musical que foi dirigido por Daniel Wolfe e lançado em 18 de janeiro de 2007. O vídeo apresenta a dança de rua americana, Krumping.
All Saints interpretou a música em um T4 Special e Popworld, e em vários outros programas de televisão e em shows ao redor do Reino Unido.

## Desempenho nas paradas
| Chart (2007)     | Melhor posição |
| ---------------- | -------------- |
| Eslovênia (IFPI) | 26             |